# 西尾寿造
西尾 寿造（にしお としぞう、旧字体：西尾壽造󠄁、1881年（明治14年）10月31日 - 1960年（昭和35年）10月26日）は、日本の陸軍軍人。陸軍大将正三位勲一等功一級。初代支那派遣軍総司令官。

## 経歴
現在の鳥取市吉方温泉3丁目に生まれた。鳥取県士族・西尾重威の四男、兄幸太郎の養子。
旧制鳥取県第一中学校（現・鳥取県立鳥取西高等学校）を卒業。明治33年（1900年）、歩兵第40連隊に入る（士官候補生）。1902年（明治35年）11月、陸軍士官学校を卒業（14期、23番/702名）。同期生には、古荘幹郎（のち大将、2番）、小川恒三郎（殉職後に中将、5番）、橋本虎之助（のち中将、16番）、香月清司（のち中将、19番）など俊英が揃っていた。翌年6月、歩兵少尉に任官。
1904年（明治37年）から1906年（同39年）まで、日露戦争に出征し、沙河会戦で戦傷を受けた。 1907年（明治40年）、陸軍大学校入学、1909年（同42年）、歩兵大尉となる。1910年（明治43年）11月、陸大を卒業（22期恩賜、次席）した。
1912年（大正元年）から1914年（同3年）までドイツに留学。1919年（大正8年）4月15日、田中義一陸相秘書官兼陸軍省副官となり、1923年（大正12年）8月、歩兵大佐に昇進。1926年（大正15年）3月、教育総監部第1課長に就任。
1929年（昭和4年）8月、陸軍少将に進級し第39旅団長に就任。昭和5年（1930年）、陸軍兵器廠附（軍事調査委員長）を経て、1932年（同7年）、参謀本部第4部長となり、1933年（同8年）8月、陸軍中将に進んだ。昭和9年（1934年）、関東軍参謀長兼特務部長に転出。1936年（昭和11年）、参謀次長となる。1937年（昭和12年）3月には近衛師団長に親補され、同年8月に日中戦争が始まると第2軍司令官となった。昭和13年（1938年）4月、教育総監に就任。
1939年（昭和14年）8月、陸軍大将となり、新設された支那派遣軍総司令官兼第13軍司令官に就任。支那派遣軍は、これまでの中支那派遣軍と北支那方面軍を統括する軍として編成され、中支那派遣軍は廃止された。
1941年（昭和16年）3月、軍事参議官となり、1943年（昭和18年）5月、予備役に編入された。1944年（昭和19年）、東京都長官に就任。
終戦後の1945年（昭和20年）12月2日、連合国軍最高司令官総司令部はA級戦犯容疑者として日本政府に対し西尾を逮捕するよう命令（第三次逮捕者59名中の1人）。1948年（昭和23年）12月に不起訴、釈放されるまで巣鴨拘置所に勾留された。この間、公職追放となった。
勾留中に受洗し、晩年霊南坂教会の会員となった。

## 略歴
- 明治35年（1902年）11月22日 - 陸軍士官学校卒業（14期）
- 明治36年（1903年）6月 - 少尉に昇進・歩兵第40連隊附
- 明治38年（1905年）
  - 2月 - 中尉に昇進
  - 8月 - 歩兵第40連隊副官
- 明治39年（1906年）11月 - 陸士生徒隊附
- 明治42年（1909年）12月 - 大尉に昇進
- 明治43年（1910年）
  - 11月29日 - 陸軍大学校卒業（22期恩賜）
  - 12月 - 軍務局課員
- 大正元年（1912年）8月 - ドイツ駐在（ - 1914年11月）
- 大正4年（1915年）2月 - 参謀本部員
- 大正5年（1916年）
  - 1月 - 陸軍大学校教官
  - 11月 - 少佐に昇進
- 大正8年（1919年）4月15日 - 陸相秘書官兼陸軍省副官
- 大正9年（1920年）8月 - 中佐に昇進
- 大正10年（1921年）9月7日 - 歩兵第10連隊附
- 大正12年（1923年）
  - 4月1日 - 陸軍大学校教官
  - 8月6日 - 大佐に昇進
- 大正14年（1925年）3月18日 - 歩兵第40連隊長
- 大正15年（1926年）3月2日 - 教育総監部第1課長
- 昭和4年（1929年）8月1日 - 少将に昇進・歩兵第39旅団長
- 昭和5年（1930年）8月1日 - 兵器行政廠附（軍事調査委員長）
- 昭和7年（1932年）4月11日 - 参謀本部第4部長
- 昭和8年（1933年）8月1日 - 中将に昇進
- 昭和9年（1934年）
  - 3月5日 - 関東軍参謀長兼特務部長
- 昭和11年（1936年）3月23日 - 参謀次長
- 昭和12年（1937年）
  - 3月1日 - 近衛師団長
  - 8月26日 - 第2軍司令官
- 昭和13年（1938年）4月30日 - 教育総監
- 昭和14年（1939年）
  - 8月1日 - 大将に昇進
  - 9月12日 - 支那派遣軍総司令官兼第13軍司令官
- 昭和16年（1941年）3月1日 - 軍事参議官
- 昭和18年（1943年）
  - 5月1日 - 待命
  - 5月3日 - 予備役
- 昭和19年（1944年）7月25日 - 東京都長官（ - 1945年8月31日）

## 栄典
位階
- 昭和14年（1939年）8月15日 - 従三位
- 昭和18年（1943年）4月15日 - 正三位[1]

勲章
- 昭和9年（1934年）4月29日 - 勲一等旭日大綬章[1]
- 昭和15年（1940年）
  - 4月29日 - 功一級金鵄勲章[1][7]
  - 8月15日 - 紀元二千六百年祝典記念章[8]

## エピソード
- 事務に厳格で、自分も一字一句おろそかにしないだけでなく、他人の誤字脱字も許さなかったので、ついには部下から神経衰弱が出る始末だった[9]。
- 教育総監部第一課長時代に、典範令（日本軍の基本教科書の内容）の改正という大仕事をこなした。このとき、あまりの精励恪勤な仕事ぶりに部下が参ってしまい、武藤章も体調を崩して入院した[9]。
- 寡黙謹厳、無欲清廉の人として知られ、阿部内閣の陸相候補にも挙げられたが、支那派遣軍総司令官への転出が内定していたため見送られた経緯がある。
- 1943年に関西方面を視察していた時に記者から何か質問されたが、「そんな事は知らん。毎朝塵箱を漁っとる奴（＝東條英機）がおるだろう。そいつに聞け」と答える。これが東條の癪に障り、予備役に回されることになった。
- 東京大空襲（1945年3月10日未明の物）の後でさえ、時の警視総監坂信弥と連名で“被害者の救護には万全を期している。都民は空襲を恐れることなく、ますます一致団結して奮って皇都庇護の大任を全うせよ”と告諭を出した。

## 家族・親族

### 西尾家
（鳥取県鳥取市吉方温泉）
西尾家について、早稲田大学名誉教授井伊玄太郎によると｢西尾寿造の父母（重威＝三田家、つる子＝橋浦家）はともに士族出身ではなく、町家出身ではあったが、士族の家を継いだのであった（士族の株を買ったともいわれている）。すなわち西尾家は寿造の父母の頃には、真実には士族でなくとも、士族の資格は金で買えたし、またその資格が形式的になっていたにせよ、まだ個人の運命を一部支配する力をもっていたのである。
彼の兄弟姉妹は十一人（一人の男の子は早く死亡）であったが、男兄弟のうち少なくとも三人は他家の養子となっている。長男の幸太郎と次女米子（わたくしの母）とを除いて寿造の兄弟姉妹の多くは平凡な人間であった。
兄の幸太郎（1868年 - 1942年）は同志社神学校別科をでて牧師として活躍し、その兄弟姉妹の一部（長女久子、次女米子、三女とめと父母とをクリスチャンに導いたが、西尾寿造もその感化をうけたらしく、われわれがきいたところでは、鳥取中学を卒えて東京にでて士官学校をうけにゆくとき、彼の両親と兄とは彼に酒と女に注意せよとおごそかに勧告したようである。」という。
- 妻・政子（酒井忠利海軍少将の三女）
- 長男・重一
- 長女・寿子（兵庫県、木村益三に嫁す）
- 二女・典子（熊本県、鈴木憲輔に嫁す）

## 著書
- 編『戰鬪綱要草案研究記事』兵書出版社、1928年。
- 『将軍の茶の間』自然農法社、1956年。